# 陈兆强
陈兆强（1934年—），男，广东中山人，中国铁路工程师，曾任第六、七、八届全国政协委员。